# 橫帶海蠋魚
橫帶海蠋魚（学名：Halicampus nitidus），为輻鰭魚綱棘背魚目海龍魚科的其中一種，分布於西太平洋區，包括越南、日本、印尼、菲律賓、澳洲、斐濟、帛琉、新喀里多尼亞等海域，棲息深度可達17公尺，體長可達7.3公分，棲息在珊瑚礁或潮池中，卵胎生。

## 外部連結
- 橫帶海蠋魚的圖片